# イザード (企業)
株式会社イザード（英: Izard K.K.）は、神奈川県横浜市中区にオフィスを構える、日本の音楽CD・レコード製品をヨーロッパに輸出する日独企業である。

## 概要
日本中古レコードとCDをヨーロッパで流通するために、Mion Records Berlinをドイツ・ベルリンを拠点に展開中。

## 沿革
- 1985年横浜市中区で起業
  - 音響機器製造、販売、修理、リースを展開
  - 神奈川県を中心にStudio24系列のリハーサルスタジオを運営
- 2015年にドイツ企業のMiya Handel und Beratung GmbHと提携
- 2018年からMion Records Berlinを展開
- 2022年4月1日、株式会社MIONに商号変更